# Yoshio Yoshida (Künstler)
Yoshio Yoshida  (jap. 吉田 義生, Yoshida Yoshio; * 7. Dezember 1940 in der Präfektur Tokio, Japan) ist ein japanisch-deutscher Grafiker, Zeichner und Maler.

## Leben und Werk
Yoshio Yoshida ist 1940 in Tokyo geboren. Von 1956 bis 1959 studierte er an der Tōkyō Geijutsu Daigaku in Tokyo. Nach Frankreich emigriert, studierte er von 1969 bis 1970 an der Académie Julian und anschließend ein Jahr lang an der École nationale supérieure des beaux-arts de Paris in Paris. 1972 bis 1977 hielt sich Yoshida in München auf und fing an im deutschsprachigen Raum auszustellen. Seit 1977 wohnt er mit seiner Ehefrau, der Künstlerin Yoshiko Soga-Yoshida, mit der er zwei Kinder hat, in Heiligenhaus. Er ist Mitglied des Vereins der Düsseldorfer Künstler und sein Atelier befindet sich im Düsseldorfer Künstler Atelier-Haus. Er wurde mit zahlreichen Kunstpreisen geehrt.

„Auf die Leinwand bringt er seine Essenz aus Philosophie, Naturwissenschaften, Religion, Musik und Literatur. Er arbeitet mit Punkten, geometrischen Formen, lässt sich aber auf keine Kunstform beschränken. Malerei als eine Art Wissenschaft. Der größte Inspirator ist für ihn die Musik […]“

Auf die Frage, was Malerei für ihn sei, antwortete er

„Sich über die Struktur der Malerei die Auffassung vom Aufbau der Welt und zugleich die von der geistigen Struktur des Menschen schlechthin bewußt zu werden, zu analysieren und zu interpretieren“

1976 gestaltete er das große Wandgemälde im japanischen Pressezentrum in Tokio. 1986 schuf er die Kirchenfenster für das Gemeindezentrum in Heiligenhaus–Oberilp. 1990 bis 1991 entstand der Bilderzyklus zu Mozarts Requiem und es begann eine Zusammenarbeit mit Josef A. Waggin und dem Chor 73 e.V. Ratingen.

## Ausstellungen

### Einzelausstellungen (Auswahl)
- 2022 Verein der Düsseldorfer Künstler, Düsseldorf
- 1997–1998 Garemijnzaal van het Belfort-Markt Brugge, Belgien. Musi-cosmologica-2000
- 1997 Aula der Stadt Heiligenhaus, Musi-cosmologica-2000, Gesamtausstellung der Bilderfriese zu Requiem von W. A. Mozart und H-Moll Messe von Johann Sebastian Bach
- 1990 Kunstverein Nordenham, Nordenham
- 1990 Artothek in der Stadtbibliothek Gütersloh, Gütersloh
- 1989 Städtische Galerie im Park Viersen, Viersen
- 1988 Emschertal-Museum, Herne
- 1982 Von der Heydt-Museum, Wuppertal
- 1978 Galerie Wellmann, Düsseldorf. Galerie Buchholz, München (mit George Rickey)
- 1977 Galerie Aoki, Miyazaki
- 1976 Galerie Dainana, Tokio

### Gruppenausstellungen (Auswahl)
- Seit 1995 jährliche Teilnahme an Große Kunstausstellung NRW Düsseldorf
- 1986 Linien – Briefe – Notationen Städtische Galerie Lüdenscheid, Lüdenscheid
- 1985 Villa Stuck München
- 1983 Schloss Hardenberg (Velbert), Velbert
- 1980 Art Basel, Basel
- 1979–1991 Kunstausstellung des Bergischen Künstlerbunds
- 1977 documenta 6, Kassel
- 1973 Vier japanische Künstler Kunstkreis Hameln
- 1972–1976 Große Kunstausstellung im Haus der Kunst, München
- 1972–1974 Salzburger Kunstverein, Salzburg
- 1972–1984 Kunstverein München, München
- 1962–1968 Städtisches Museum Tokio, Japan
- 1967–1969 Städtische Galerie Yokohama, Japan
- 1968–1969 Galerie Tsubaki Modern, Tokio, Japan